# William Dummer Powell
Pour les articles homonymes, voir Dummer et Powell.
William Dummer Powell, né à Boston le 5 novembre 1755 et mort à Toronto le 6 septembre 1834, est un avocat, fonctionnaire, juge, homme politique et auteur.

## Biographie

### Famille et éducation
Né à Boston au Massachusetts le 5 novembre 1755, William Dummer Powell est le fils de Janet Grant et John Powell, marchand. Sa grand-mère paternelle était la sœur de William Dummer qui fut lieutenant-gouverneur du Massachusetts et qui remplaça Samuel Shute au poste de gouverneur de 1723 à 1728. Du côté de sa mère, son grand-père John Powell était le secrétaire de William Dummer. Les Powell sont des anglicans royalistes alors que les Dummer sont des presbytériens qui appuient les principes de la constitution anglaise. Willianm Dummer Powell a deux frères, élevés dans le congrégationalisme, contrairement à lui qui reçoit une éducation anglicane. Au moment de la Déclaration d'indépendance américaine, il se rangera du côté du gouvernement britannique alors que ses frères appuieront les résolutions du Second Congrès continental de Philadelphie.
Après avoir fait des études à la Free Grammar School de Boston, ses parents l'envoient étudier en Europe, d'abord à Tunbridge Wells, ensuite à Rotterdam. Lorsqu'il revient chez lui, sur la nouvelle que son père est malade, il a 16 ans et parle le français et le néerlandais. Lorsque son père se remet de sa fièvre, il songe à faire carrière dans l'industrie du commerce dans les colonies, ce qui s'avère difficile. Sans tourner le dos à cette avenue, il occupe ses hivers à étudier le droit auprès de Jonathan Sewell, procureur général du Massachusetts, non en vue de devenir avocat, mais bien parce qu'il espère un jour entrer dans la vie publique. Au cours de l'été 1773 il visite Montréal et l'année suivante, il demeure en Pennsylvanie et à New York. Il envisage de se lancer en affaires à New York, mais il doit mettre fin à son séjour lorsque survient le décès de sa mère, emportée par la petite vérole. De retour à Boston, il saute à pieds joints dans l'arène politique fort agitée de l'année 1775. Avec des collègues, il publie, le 19 avril 1775, une déclaration de citoyens qui soutiennent Westminster contre les révolutionnaires du Congrès continental. Lorsque le conflit politique devient un conflit militaire, il s'enrôle comme milicien dans la garnison britannique. Il semble qu'il ne participe cependant à aucun affrontement armé.
En octobre, il épouse Anne Murray, fille d'un médecin écossais vivant chez des parents à Boston. Il quitte l'Amérique pour l'Angleterre avec son épouse peu après son mariage. Son père, John Powell, vient les rejoindre plus tard et s'installe à Ludlow, ville située dans le comté de Shropshire, lieu d'origine de la famille. Il termine ses études de droit au Middle Temple en mai 1779, mais il n'entre au barreau d'Angleterre que le 2 février 1784, car il a de la difficulté à amasser la somme nécessaire à son admission. Entre-temps, il doit se débrouiller pour gagner le l'argent. C'est sur recommandation d'un parent de sa mère, l'ancien procureur général du Québec William Grant, qu'il s'embarque à destination de cette province, cédée à la Grande-Bretagne par la France via le Traité de Paris le 10 février 1763. Il débarque au port de Québec en août 1779.

### Avocat et fonctionnaire
En cette même année, il obtient l'autorisation de pratiquer le droit dans la province et ouvre un cabinet à Montréal. Son premier client est Pierre du Calvet, juge de paix, accusé de diffamation par des collègues de magistratures (John Fraser et Adam Mabane), après que celui-ci eut fait paraître une lettre dénonçant un jugement qu'il considérait mauvais dans La Gazette de Montréal de Fleury Mesplet. Le procureur général James Monk, qui lui avait conseillé de commencer sa pratique dans la ville de Montréal, lui recommanda fortement de ne pas plaider la cause de du Calvet, au risque de se mettre à dos tout le pouvoir judiciaire, sans compter le gouverneur Haldimand. Powell relève cependant le défi et convainc le jury d'acquitter son client. Sa pratique sera ensuite florissante: il gagne suffisamment pour acheter une maison sur le mont Royal et faire venir sa famille auprès de lui.
Sa notoriété lui attire la confiance de ses concitoyens, qui le choisissent comme délégué, lui, Jean de Lisle et Jean-Baptiste-Amable Adhémar, pour aller déposer une pétition contre l'Acte de Québec le 25 octobre 1783. Lorsqu'il repasse aux États-Unis, il se rend à Boston pour tenter de récupérer l'héritage de son père, confisqué par le gouvernement révolutionnaire durant la guerre. Il n'y parvient pas et rentre au Québec au commencement de l'année 1785.
À son retour, le gouverneur Haldimand est parti et c'est Guy Carleton, qui en est à son deuxième mandat, qui le remplace en octobre 1786. Powell est nommé commissaire pour enquêter sur la situation des colons loyalistes nouvellement installés à l'ouest de la rivière des Outaouais, dans les anciens Pays d'en Haut. Ces derniers s'inquiètent de la sécurité à long terme de leurs titres de propriétés dans un pays où le droit civil français est en vigueur. Il est à nouveau nommé commissaire pour enquêter sur les demandes des colons de la seigneurie de Sorel et aussi dans l'affaire John Cochrane.

### Juge et homme politique
Le 2 février 1789, il est nommé juge de la Cour des plaids communs à Détroit, ville d'environ 4 000 habitants qui étaient alors encore rattachée au district de Montréal, juste avant la création du Haut-Canada en 1791 (elle est finalement cédée aux États-Unis en 1796). Dans l'exercice de ses fonctions, il se fait des ennemis parmi les militaires et les marchands, en refusant de reconnaître la légalité d'achats de terre faits de façon irrégulière auprès des Amérindiens de la région. Il reçoit des menaces de mort par écrit et des gens déterminés à le voir partir terrorisent sa femme et ses enfants en simulant des embuscades dans les bois pour faire croire à des attaques menées par les Amérindiens. Sa femme est suffisamment effrayée qu'en octobre 1791, elle se réfugie en Angleterre pour protéger ses enfants. Deux officiers vont même jusqu'à créer une lettre adressée à Henry Knox, secrétaire d'État des États-Unis, qui le fait passer pour un traître. Il doit se rendre à Québec auprès du lieutenant-gouverneur John Graves Simcoe pour se défendre d'être l'auteur de la lettre.
Le 9 juillet 1794, il est nommé juge puîné de la Cour du banc du roi, fonction qu'il exerce à Newark (aujourd'hui Niagara-on-the-Lake). Le 8 mars 1808, il est assermenté au Conseil exécutif du Haut-Canada.
Durant la Guerre de 1812, il rédige le discours que prononce Isaac Brock le 22 juillet en réponse à la proclamation que le brigadier américain William Hull fait publier à Detroit. Il accède au poste de juge en chef du Haut-Canada le 1er octobre 1816. En 1825, il se retire de la vie publique dans sa maison de York (aujourd'hui Toronto).

## Ouvrages
- Letters from an American Loyalist in Upper Canada to His Friend in England [...], 1810
- Correspondence and Remarks, Elicited by a Malignant Libel, signed "a Spanish Freeholder", in Upper Canada, 14th October, 1824, York (Haut-Canada), 1824
- Cases Argued and Determined in the Court of King's Bench at York, Upper Canada in Trinity Term, in the Fifth Year of the Reign of Geo. IV, No. V, 1825
- A Letter from W. D. Powell, Chief Justice, to Sir Peregrine Maitland, Lieutenant-Governor of Upper Canada, regarding the appointment of Alexander Wood as a Commissioner for the Investigation of Claims [...], York (Haut-Canada), 1830
- Story of a Refugee, York (Haut-Canada), 1833